# Тонкошкурий Олексій Васильович
Олексій Васильович Тонкошкурий (1908 — ?) — український радянський діяч, старший котельник Бердичівського цукрового заводу Житомирської області. Депутат Верховної Ради СРСР 1-го скликання.

## Життєпис
Освіта початкова. З дитячих років наймитував у заможних селян.
З 1923 року — робітник, старший котельник Бердичівського цукрового заводу Житомирської області.
Кандидат у члени ВКП(б) з січня 1938 року.
З січня 1938 року — слухач підготовчого курсу до Всесоюзної академії харчової промисловості імені Сталіна в Москві.

## Нагороди
- орден «Знак Пошани» (1.08.1936)